# Skocznia narciarska na zboczu Kiczerki
Skocznia narciarska na zboczu Kiczerki w Sławsku – nieistniejąca skocznia narciarska, zlokalizowana w Sławsku, na północnym stoku góry Kiczerki (845 m n.p.m.).

## Historia

### Przed I wojną światową
Początki skoków narciarskich w Sławsku sięgają 19 stycznia 1908, gdy sekcja narciarska Czarnych Lwów zorganizowała tam drugie - po rozegranym rok wcześniej konkursie w lwowskim Parku Kilińskiego - zawody tej dyscypliny w historii ziem polskich (w granicach przedrozbiorowych). To jednocześnie najwcześniej rozegrany konkurs na ziemiach polskich, którego znane są częściowe wyniki: zwyciężył Leszek Pawłowski (najprawdopodobniej) przed Leopoldem Woroszem. Obiekt w Sławsku była jedną z niewielu skoczni używanych przez polskie środowiska narciarskie przed I wojną światową - obok obiektów na Kalatówkach w Zakopanem i w Parku Kilińskiego we Lwowie. Pozwalała na oddawanie skoków na odległość ok. 14 metrów (J. Jarzyna, E. Hardt w 1914 r.). 

### W XX-leciu międzywojennym
Po I wojnie światowej pierwszym wydarzeniem wysokiej rangi na skoczni w Sławsku były mistrzostwa Polski w skokach narciarskich w 1923 r., połączone z otwarciem nowego schroniska Karpackiego Towarzystwa Narciarzy (KTN). Zwycięzcą został Andrzej Krzeptowski I, a kolejne miejsca zajęli Aleksander Rozmus i Henryk Mückenbrunn. Najdłuższą odległość uzyskał wówczas Rozmus - 20,5 m. Jak podawał wówczas Przegląd Sportowy skocznia, na której odbyły się zmagania seniorów, mieściła się na "północnym stoku" Zełenego, na Kiczerce rywalizowali zaś juniorzy ("na małej skoczni"). W styczniu 1924 r. w Sławsku odbyły się międzyklubowe zawody, zorganizowane przez KTN. W kategorii seniorów zwyciężył Elgin Scott z Czarnych Lwów.
W 1927 r. otwarto nową skocznię w Sławsku, zbudowaną staraniem sekcji narciarskiej Czarnych Lwów. Posiadała ona stromy zeskok i umożliwiała skoki o długości 20-30 m. W 1931 r. na "skoczni wybudowanej w roku bież[ącym] na Kiczerce" KTN zorganizowało mistrzostwa okręgu lwowskiego, w których zwyciężył Antoni Wronka z Czarnych Lwów (21 i 25 m); ten sam zawodnik skoczył poza konkursem 27,5 m. W grudniu 1934 r. Przegląd Sportowy zapowiadał remont skoczni, która wiosną tego samego roku uległa częściowemu uszkodzeniu. Obiekt na zboczu Kiczerki pojawił się na mapie WIG, opracowanej w 1936 r.. Zawody skoków w Sławsku w Boże Narodzenie 1937 r. anonsowane były przez Kalendarz PZN na sezon 1937/38. 

### Po 1945 r.
Stan skoczni uległ znacznemu pogorszeniu w czasie II wojny światowej, po zakończeniu której Sławsko włączono w granice Ukraińskiej SRR. Skocznię w miejscu dawnego polskiego obiektu zaznaczono na radzieckiej mapie wojskowej, opublikowanej w 1985 r., co może świadczyć o tym, że korzystano z niej jeszcze po wojnie, lub dłuższy czas pozostawała w ruinie.